# Merope
För andra betydelser, se Merope (olika betydelser).
Merope var kung Oidipus adoptivmor. Hon var gift med Polybos, kungen av Korinth. 
Meropes och Polybos äktenskap var barnlöst, men de fick ett hittebarn av en budbärare eller herde som hörde till deras kungadöme. Han i sin tur hade fått barnet av en herde som var anställd hon kung Laios. Barnet fick namnet Oidipus. Oidipus visste inte att han var adopterad och fick inte reda på detta förrän hans far dog.